# 창원시립문신미술관
창원시립문신미술관(昌原市立文信美術館)은 경상남도 창원시 마산합포구 추산동에 위치한 미술관이다. 총 면적은 2,300여평(7,500여m2)으로 마산 출신의 조각가 문신의 조각 작품을 전시하고 있으며, 그 조각 작품은 스테인리스, 청동 등의 다양한 소재로 사용되었다. 1994년에 개관하여 2003년에 당시 관장이자 문신의 미망인이었던 최성숙 여사에 의해 마산시에 기증되었다. 옛 마산시에서 관광객 유치 홍보를 위해 선정하여 통합 창원시 출범 이래 계속 유지중인 '마산 9경(景) 5미(味)' 중 9경의 하나이다.

## 구성
2층 규모의 제1전시관과 단층 규모의 제2전시관으로 구성되어 있으며, 전시관 내부는 물론 외부에도 작품이 고정 전시되고 있다. 그 외 돌담과 연못 등의 조경시설이 갖추어져 있다. 제1전시관은 주전시관으로, 제2전시관은 문신 관련 특별전, 초대전 작품의 전시관으로 주로 운영되고 있다.

## 역사

### 개관 이전
문신의 개인 전시관을 건립하려는 계획은 1972년 12월 서울 현대화랑 초대전이 끝난 이후, 부천시로부터 미술관 건립 기금을 위한 주택을 마련하면서부터 시작되었다. 문신은 1980년 12월 프랑스 파리에서 영구적으로 귀국 한 이후, 1981년 1월에 현재의 문신미술관 부지에 정착하여 정원을 손수 만들고 연못에는 조각 작품 2점을 설치하였다. 이후 서울 미(渼)화랑 초대전 등의 전시회에서의 전시 기금으로 미술관을 차례차례 건축하는데 사용되었다.
1984년 마산시는 도시 계획으로 추산근린공원을 조성하기로 하고 문신미술관 건립 계획을 여기에 포함하였으며, 이후 1987년에 건설부로부터 추산근린공원 내의 문신미술관 설치를 허가받았다. 이때부터 미술관의 본관 건물이 콘크리트 형식으로 착공되었다. 이후 각종 전시회를 계기로 공사가 다소 지연되어오다가 1994년 4월에 박물관 법에 의해 문신미술관이 정식 박물관으로 등록되었고, 1994년 5월 26일 착공 14년 만에 문신미술관이 완공되었다.

### 개관 이후
완공된 지 얼마 안되어 1994년 12월부터 1995년 2월까지 불빛조각 축제가 문신미술관에서 개최되었다. 1995년 5월 23일 조각가 문신이 타계하였으며, 같은 해 12월에 유작전이 서울 예화랑에서 개최되었다. 2002년 11월 13일 동아일보와의 인터뷰에서 부인 최성숙씨가 문신 미술관을 마산시에 기증하겠다는 뜻을 밝혔으며, 2003년 6월에 정식으로 마산시에 기증되어 시립미술관으로서의 지위로 승격되었다. 2009년 7월 16일 이 일대에 내린 폭우로 미술관의 옹벽이 무너져 조각품 2점이 파손되는 등의 피해가 발생하여 임시 휴관하였으나, 수해복구공사와 함께 원형전시관을 완공하여 2010년 5월 20일에 재개관하였다.

## 관람
오전 9시부터 저녁 6시까지 매주 월요일과 신정(1월 1일), 설날, 추석을 제외한 모든 날에 개방하고 있으며, 관람료는 성인 500원에 어린이와 청소년은 200원을 받고 있다. 단, 6세 이하 또는 65세 이상은 관람료를 받지 않고 무료로 입장 할 수 있다.